# Prestbury (Cheshire)
Prestbury – wieś w Anglii, w hrabstwie ceremonialnym Cheshire, w dystrykcie (unitary authority) Cheshire East. Leży 51 km na wschód od miasta Chester i 241 km na północny zachód od Londynu. W 2001 miejscowość liczyła 3324 mieszkańców.